# Krucyfiks ze Szpitala Ducha Świętego w Norymberdze
Krucyfiks ze Szpitala Ducha św. w Norymberdze – dzieło Wita Stwosza znajdujące się obecnie w Germanisches Nationalmuseum w Norymberdze.

## Historia
Prawdopodobnie pod koniec pierwszej dekady XVI stulecia, członkowie Szpitala św. Ducha zamówili u Wita Stwosza wykonanie krucyfiksu do XV-wiecznej kaplicy (zniszczonej w II wojnie światowej) przylegającej do położonego nad rzeką Pegnitz szpitala, którego część zabudowań zachowała się do dziś. Działanie czasu spowodowało liczne ubytki (np. niemal w całości została zniszczona korona cierniowa. Nie zachowała się również pierwotna polichromia. Dwukrotnie konserwowana, po raz pierwszy w 1933 (z okazji wielkiej wystawy monograficznej poświęconej Stwoszowi) oraz w 1981, kiedy usunięto późniejsze przemalowania.

## Opis i analiza
Jest to ponadnaturalnej wielkości rzeźba wykonana z drewna lipowego. Mimo uszkodzeń nadal jest czytelna koncepcja artysty. Twarz Jezusa sprawia wrażenie zmęczonej, ale Zbawiciel ma otwarte oczy. Plastyczności twarzy dodaje modelunek falistych, niemal kręconych włosów i brody. Ciało Chrystusa cechuje pewien idealizm, miękkość, szczególnie widać to w krągłym, łagodnym wymodelowaniu klatki piersiowej. Ruch mięśni za to został mocniej podkreślony w nogach i ramionach. Dynamizmu w kompozycji dodają silnie odchylona głowa oraz diagonalnie drapowane perizonium.
Jezus Chrystus na krzyżu jest odmiennie przedstawiony niż w krucyfiksie Slackerowskim z krakowskiego kościoła NMP. Zwis został tutaj mocniej zaznaczony. Ciało Zbawiciela jest wyprężone, ale to zostało zaznaczone delikatniej. W miejsce doloryzmu, dramatycznego momentu agonii pojawiło się więcej delikatności, subtelności. Chrystus ma wpółotwarte usta, głęboko opuszczone powieki, silnie spuszczoną w dół głowę, tak jakby przemawiał do ludu. Na twarzy widać ból, zmęczenie męką, ale także pogodzenie się z faktem rychłej śmierci. W przeciwieństwie do krakowskiego krucyfiksu, wizja śmierci Chrystusowej jest odmienna. Nie jest to zjawisko fizjonomiczne, ale obraz doskonałego człowieczeństwa, transcendującego naturę. Ponadto Stwosz chciał tu sugestywnie ukazać zbawczy sens Drogi Krzyżowej, co więcej – zwycięstwo śmierci. W związku z tym można przypuszczać wpływ wcześniejszej tradycji artystycznej – romańskich krucyfiksów triumfalnych, których tradycja była powszechna m.in. w Saksonii (Halberstadt, Freiberg, Wechselburg) – Chrystus był na nich ukazany jako król, zwycięzca i triumfator.

## Datowanie
Na temat krucyfiksu niewiele dowiadujemy się ze źródeł, stąd należy się odwołać do analizy. W artystycznym oeuvre Stwosza znamy kilka datowanych przez rzeźbiarza dzieł. Stwosz wyznaczył tu inny język artystyczny, formy ekspresji uległy wyraźnemu złagodzeniu, co jest charakterystyczne dla jego rzeźb powstałych pod koniec lub na początku drugiej dekady XVI stulecia.